# 明星大整蛊
《明星大整蛊》（英語：Punk' d，又译明星大恶搞、整蛊总动员）是一档美国真人秀节目，本节目于2003年3月17日到2007年5月5日在MTV播出，复活版于2012年3月29日在MTV开播。

## 历史和简介
原来艾什顿·库彻和MTV开发了一个叫的节目，对普通人恶作剧并使用非正常方式也就是偷拍记录下来。然而2002年1月的一次在拉斯维加斯的Hard Rock酒店的恶作剧事与愿违，一对夫妻起诉了库彻、MTV和酒店要求赔偿1000万美元。后来改变了设定，整蛊的对象改为名人同时整蛊的地点在私人场所及公共场所。賈斯汀·提姆布萊克成为该节目第一个被整蛊的对象，节目组派出“政府工作人员”到他家搜查值钱的物品让賈斯汀·提姆布萊克以为自己惹上漏税偷税的麻烦。这个恶作剧被当年的时代杂志评为真人秀历史上32个经典时刻第三名。